# 台湾火烧兰
台湾火烧兰（学名：Epipactis ohwii）为兰科火烧兰属下的一个种。

## 扩展阅读
- 維基物種上的相關：台湾火烧兰